# Navatejera
Navatejera es una localidad española perteneciente al municipio de Villaquilambre, en la provincia de León y la comarca de Tierra de León, en la comunidad autónoma de Castilla y León.
El núcleo urbano de Navatejera linda con el de León, únicamente separados por la ronda de circunvalación que discurre entre ambos. Esto hace que Navatejera funcione como un barrio más en el área de la capital leonesa, integrado en su dinámica a nivel económico, residencial, educativo o de servicios en general.

## Situación
Situada sobre la presa de San Isidro, en la confluencia de esta con los arroyos Boca del Valle, de la Huelga, de las Portilleras y de la Pardala; dicha presa es afluente del río Torío.
Los terrenos de Navatejera limitan con los de Villaquilambre al norte, Villarrodrigo de las Regueras al noreste, Villamoros de las Regueras al este, Villaobispo de las Regueras al sureste, León al sur, San Andrés del Rabanedo al suroeste, Villabalter y Azadinos al oeste y Sariegos, Pobladura del Bernesga y Carbajal de la Legua al noroeste.

## Historia

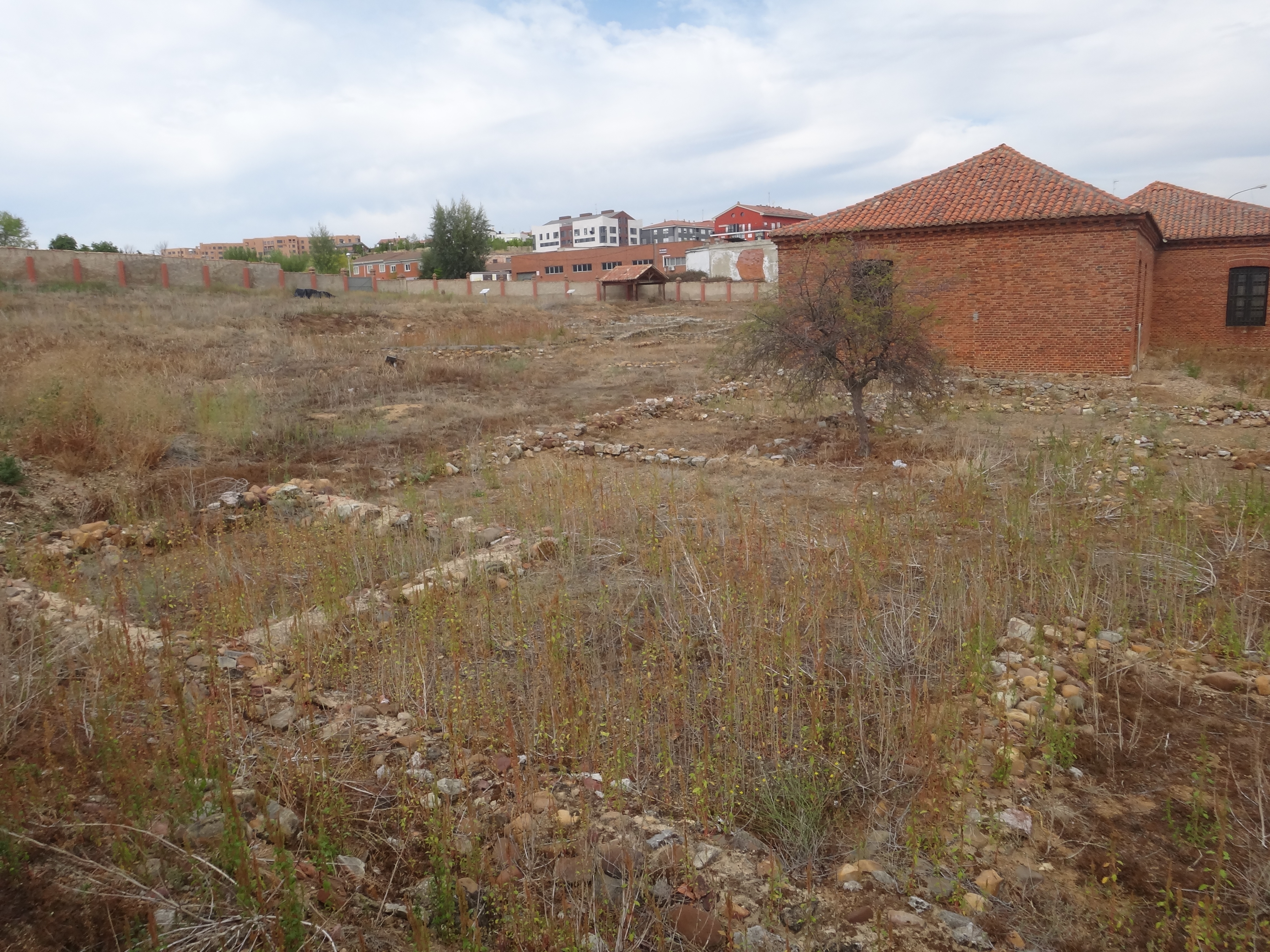
Restos de la villa romana de Navatejera

En los siglos IV-V existió en Navatejera, en el borde de la vega del Torío, una villa romana cuyos restos fueron descubiertos a finales del siglo XIX gracias a una riada. El afortunado tratamiento del yacimiento, y sobre todo la calidad de sus mosaicos, llevaron en 1992 a la incorporación de este monumento al Museo de León.
Perteneció a la antigua Hermandad de las Regueras.
También posee un apeadero ferroviario que permite utilizar la Línea León-Cistierna-Guardo dentro del Ferrocarril de La Robla.

## Fiestas

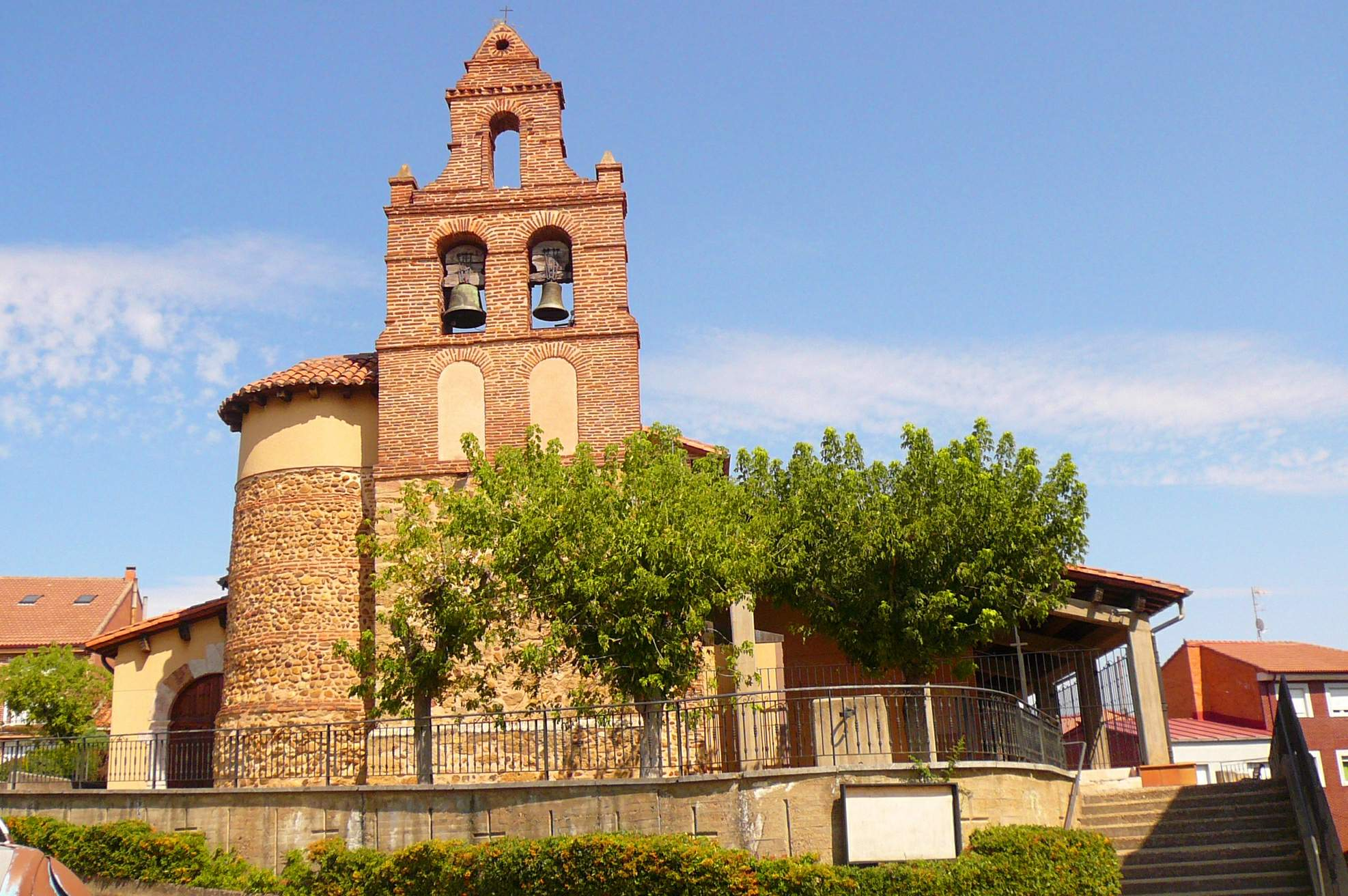
Iglesia parroquial de San Miguel Arcángel

La festividad de San Antonio Abad se conmemora cada 17 de enero con la misa de bendición de los animales y con el tradicional reparto de los cotinos, unos panecillos sin sal que se suelen conservar en casa hasta el año siguiente. Desde el siglo XVII hasta hoy la Cofradía de San Antonio Abad combina la devoción al santo y la función asistencial a los cofrades.
El patrón de Navatejera es San Miguel Arcángel, cuya fiesta se celebra el 8 de mayo y bajo cuya advocación se organizó la otra gran Cofradía, actualmente desaparecida.
A finales de mayo en fechas cercanas al Corpus Christi se festejan Los Altares, que los vecinos preparan y decoran en algunas calles por las que pasa la procesión con la Custodia.